# B in the Mix: The Remixes Vol. 2
B in The Mix: The Remixes Vol. 2 — другий альбом реміксів американської співачки Брітні Спірс, випущений 7 жовтня 2011 року. Альбом включає ремікси на пісні з попередніх студійних альбомів: Blackout, Circus, Femme Fatale; а також на пісню «3» зі збірника The Singles Collection.

## Історія
Восени 2005 року Брітні Спірс випустила свій перший збірник реміксів B in The Mix: The Remixes, який містив ремікси на пісні з альбомів …Baby One More Time (1999), Oops!… I Did It Again (2000), Britney (2001) та In the Zone (2003) і нову пісню-сингл «And Then We Kiss».
Через шість років з'явилися чутки, що вийде новий альбом реміксів Брітні Спірс. 2 вересня 2011 року лейбл Sony Music Entertainment Japan опублікував обкладинку і назву другого реміксового альбому Брітні — B in the Mix: The Remixes Vol. 2.
9 вересня 2011 року Брітні Спірс офіційно заявила, опублікувавши повідомлення на своєму аккаунті мережі Tumblr, що альбом дійсно буде виданий восени цього року; в цьому ж повідомленні вона розмістила список композицій альбому B in the Mix: The Remixes Vol. 2. Нових пісень в трек-лісті, як це було в першому реміксовому альбомі, заявлено не було, до того ж більшість реміксів в свій час вже були опубліковані на CD-синглах.

## Список композицій
| #     | Назва                                          | Автор | Продюсер(и)      | Тривалість |
| ----- | ---------------------------------------------- | --- | ---------------- | ---------- |
| 1.    | «Gimme More» (Kaskade Club Mix)                | Нейт Хіллс, Джим Бінз, Кері Хілсон, Марчелла Арейка                                                      | Kaskade          | 6:08       |
| 2.    | «Piece of Me» (Tiësto Club Mix)                | Christian Karlsson, Pontus Winnberg, Klas Åhlund                                                         | Tiësto           | 7:53       |
| 3.    | «Radar» (Tonal Club Mix)                       | Karlsson, Winnberg, Henrik Jonback, Balewa Muhammad, Candice Nelson, Ezekiel «Zeke» Lewis, Patrick Smith | Tonal            | 4:55       |
| 4.    | «Womanizer» (Benny Benassi Extended)           | Nikesha Briscoe, Rafael Akinyemi                                                                         | Benny Benassi    | 6:17       |
| 5.    | «Circus» (Linus Loves Remix)                   | Клод Келлі, Лукаш Готвальд, Benjamin Levin                                                               | Linus Loves      | 4:39       |
| 6.    | «If U Seek Amy» (U-Tern Remix)                 | Макс Мартін, Shellback, Саван Котеча, Александр Кронлунд                                                 | U-Tern           | 6:10       |
| 7.    | «3» (Manhattan Clique Club Remix)              | Макс Мартін, Shellback, Tiffany Amber                                                                    | Manhattan Clique | 5:42       |
| 8.    | «Till the World Ends» (Alex Suarez Club Remix) | Ke$ha, Alexander Kronlund, Lukasz Gottwald, Макс Мартін                                                  | Alex Suarez      | 5:18       |
| 9.    | «I Wanna Go» (Gareth Emery Remix)              | Shellback, Макс Мартін, Саван Котеча                                                                     | Gareth Emery     | 5:26       |
| 10.   | «Criminal» (Radio Mix)                         | Макс Мартін, Shellback, Tiffany Amber                                                                    |                  | 3:45       |
| 56:11 |                                                | |                  |            |

## Хронологія релізів
| Країна    | Дата              | Лейбл       |
| --------- | ----------------- | ----------- |
| Австрія   | 7 жовтня 2011     | RCA Records |
| Світ      | 11 жовтня 2011    | RCA Records |
| Австралія | 14 жовтня 2011    | RCA Records |
| Бразилія  | 19 жовтня 2011    | Sony Music  |
| Таїланд   | 19 жовтня 2011    | Sony Music  |
| Японія    | 30 листопада 2011 | RCA Records |